# Puente de la Mesta
El puente de la Mesta es una construcción medieval situada en Villarta de los Montes, en la provincia de Badajoz (Extremadura, España) sobre el río Guadiana. Sólo es visible cuando baja el nivel de aguas del embalse de Cíjara, construido en la década de 1950.

## Historia
El puente fue levantado en el siglo XIV para facilitar el paso de ganado de la mesta, institución creada en 1273 por el rey Alfonso X el Sabio. Esta zona era el lugar de paso entre las tierras castellanas y el sur peninsular a través de la Cañada Real Segoviana. Ante el mal estado del puente, en 1573, a instancia del Consejo de la Mesta y a través del corregidor de Toledo, se acometen las obras de mejora de la estructura a cargo del maestro Jerónimo de Espinosa.

## Descripción
El puente, de estilo mudéjar-gótico, tiene una longitud de 225 metros y está formado por 27 arcos apuntados. Destacan los grandes tajamares, el uso de piedra y ladrillo y la decoración. Con la construcción del embalse de Cíjara en 1956, el puente quedó oculto, sólo siendo visible cuando baja el nivel del embalse. La estructura se encuentra en muy mal estado de conservación y en 2022 fue incluida en la Lista Roja del Patrimonio de la asociación Hispania Nostra.